# Tribrachidium
Tribrachidium heraldicum
Genre
Espèce
Tribrachidium est un genre éteint qui vivait dans les mers durant l'Édiacarien, dernière période du Précambrien il y a environ entre 635 et 541 Ma (millions d'années).

## Description
Les fossiles de Tribrachidium se trouvent à la base de bancs de grès de l'Édiacarien. Ils ont une forme circulaire à symétrie triradiée comportant trois lobes, avec des bords droits ou treflés. Ils sont le plus souvent couverts de nombreux sillons radiaux ramifiés. La partie centrale du fossile possède trois arêtes crochues (« bras »). Les lobes sont entortillés en spirales. Le diamètre des spécimens varie de 0,3 à 5 cm.
Ces fossiles ont pu être interprétés comme des traces d'activité animale à l'image des « rosaces » actuellement créées par les poissons Torquigener albomaculosus, mais ont été décrits comme les empreintes négatives d'une espèce animale : Tribrachidium heraldicum, unique représentante du genre Tribrachidium, du groupe fossile des trilobozoaires,.

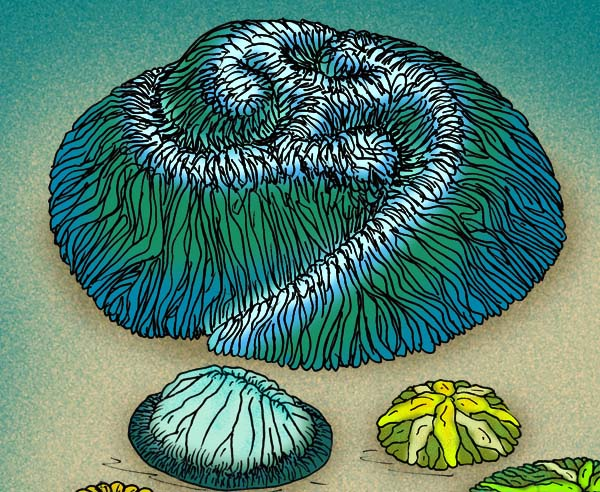
Restitution par le paléoartiste Apokryltaros.

## Répartition géographique
Des fossiles de Tribrachidium ont été découverts dans plusieurs  formations datant de l'Édiacarien :
- d'abord dans les quartzites de Rawnslay dans la chaîne de Flinders, en Australie-Méridionale[4],[1] ;
- ensuite, dans la formation de Moguiliv sur le rive gauche du Dnister (Dniestr), en Podolie, en Ukraine[6] ;
- et enfin dans les formations Zimnegory et Yorga autour de la mer Blanche, dans l'oblast d'Arkhangelsk en Russie[3].